# Aeropuerto Internacional Soekarno-Hatta

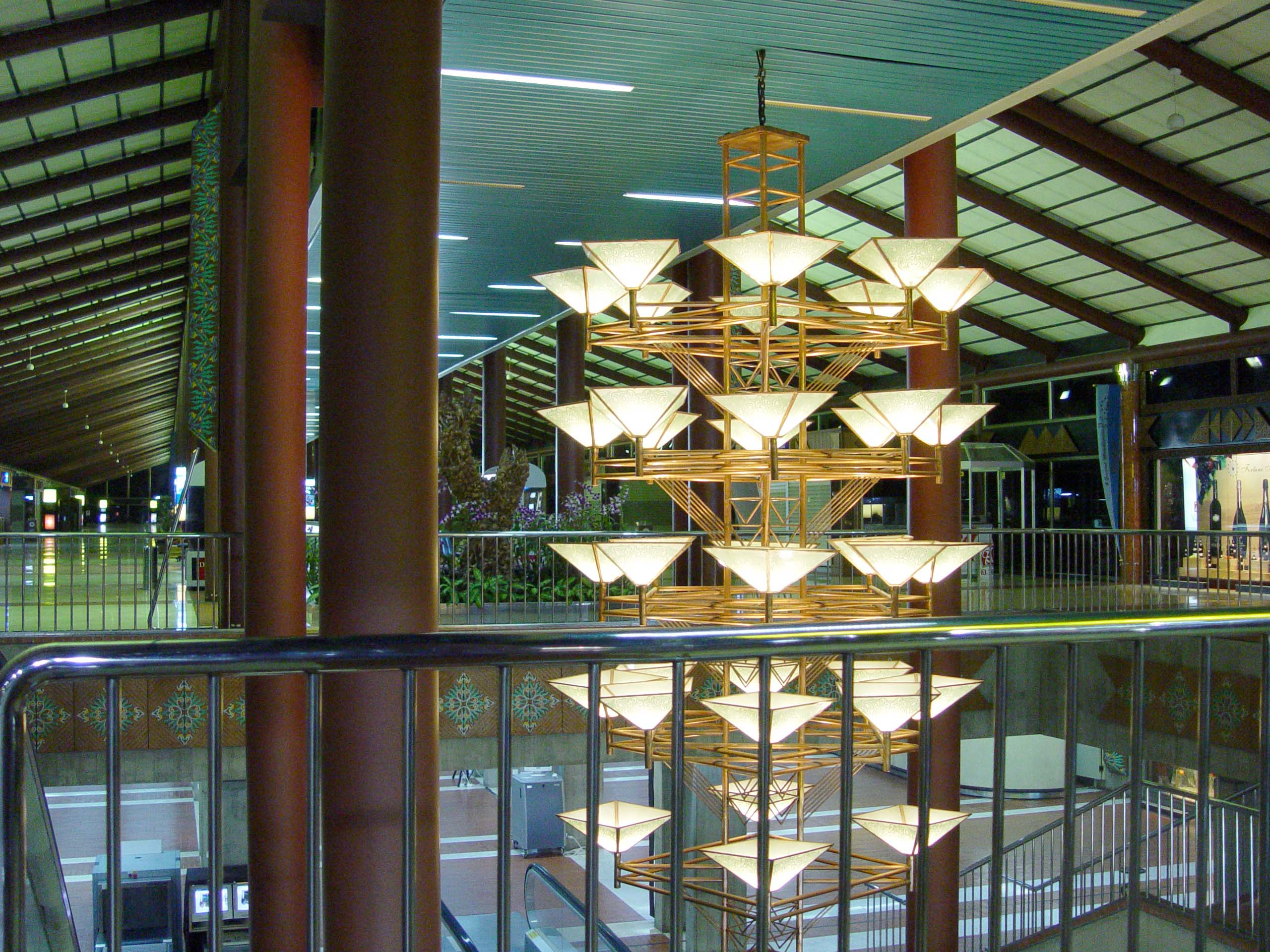
Interior del Aeropuerto Internacional Soekarno-Hatta.

Mapa del Aeropuerto

El Aeropuerto Internacional Soekarno-Hatta (IATA: CGK, OACI: WIII) es el principal aeropuerto  en dar servicio al gran área de Yakarta en la isla de Java, Indonesia. El aeropuerto recibe su nombre del primer presidente de Indonesia, Soekarno, y del primer vicepresidente, Mohammad Hatta. El aeropuerto es frecuentemente llamado Cengkareng por los indonesios. El código IATA del aeropuerto, CGK, recibe las siglas del emplazamiento de Cengkareng, un distrito situado al noroeste de la ciudad.
Localizado a unos 20 km al oeste de Yakarta, en Tangerang, Banten, el aeropuerto Soekarno-Hatta comenzó sus operaciones en 1985, reemplazando a su predecesor, el Aeropuerto Kemayoran (de vuelos regionales) en Yakarta Central, y al 
Aeropuerto Internacional Halim Perdanakusuma de Yakarta Oriental. El aeropuerto Kemayoran permanece cerrado desde entonces. El aeropuerto Halim Perdanakusuma permanece aún operativo, dando servicio sobre todo, a vuelos chárter y militares. La terminal 2 fue abierta en 1992. 
El área que ocupa el aeropuerto es de 18 km². Tiene dos pistas paralelas e independientes de 2,400 m conectadas por dos calles de rodaje que se cruzan. Hay dos edificios terminales: La terminal 1 es para todas las aerolíneas que efectúan vuelos regionales excepto para los vuelos operados por Garuda Indonesia y Merpati Nusantara Airlines, y la terminal 2 da servicio a todos los vuelos internacionales así como a los vuelos regionales operados por Garuda y Merpati Nusantara Airlines. 
Cada terminal está dividida en 3 módulos. Los módulos terminales 1A, 1B, y 1C son utilizados para (en su mayoría) vuelos regionales de las aerolíneas indonesias. El módulo 1A ofrece vuelos de Lion Air, Wings Air e Indonesia AirAsia. 
Los módulos 2D y 2E son utilizados para operar todos los vuelos internacionales de las aerolíneas foráneas. En el módulo 2D están todas las aerolíneas que optaron por contratar a PT Jasa Angkasa Semesta, uno de los agentes de handling en el aeropuerto. Sin embargo, en el módulo 2E es Garuda quien proporciona dicho servicio a todas las aerolíneas, incluyendo todos los vuelos internacionales de Garuda Merpati. El principal uso del módulo 2F son los vuelos regionales de Garuda Indonesia y Merpati Nusantara Airlines.
El aeropuerto fue diseñado por Paul Andreu, un arquitecto francés que también diseñó el Aeropuerto de París-Charles de Gaulle en la ciudad del mismo nombre. Una de las características más importantes del aeropuerto Soekarno-Hatta es la incorporación de la arquitectura local vernacular en el diseño, y la presencia de jardines tropicales entre las salas de espera. Sin embargo, debido a su precario mantenimiento, su localización no demasiado estratégica, y a la escasez de su presupuesto, el aeropuerto es inferior a muchos de los aeropuertos internacionales de la región. Sin embargo, el aeropuerto internacional Soekarno-Hatta destaca por sus preciosos jardines: el aeropuerto fue premiado por ello en 1995 con el Premio de Arquitectura Aga Khan.
El aeropuerto internacional Soekarno-Hatta tiene 150 mostradores de facturación, 30 hipódromos de equipaje y 42 puertas de embarque. Cada módulo tiene 25 mostradores de facturación, 5 hipódromos de equipaje y 7 puertas de embarque. 
Angkasa Pura II planea construir una nueva terminal con un diseño más moderno. La terminal 3 sería construida para las aerolíneas de bajo coste, así como para atender a los vuelos del hajj y a los movimientos de trabajadores dentro del país. El plan director contempla un desarrollo máximo de 5 terminales de pasajeros + 1 terminal hajj y 4 pistas. En 2009 el aeropuerto será conectado con la Estación Manggarai (futura estación central de Yakarta) por ferrocarril. Para obtener el dinero necesario para la expansión, el aeropuerto ha implantado una tasa aeroportuaria de IDR 100,000 (9 dólares americanos/8 Euros) por cada pasajero internacional y IDR 30,000 (2.4 euros/2.7 dólares)por cada pasajero nacional.
En mayo de 2008, ForbesTraveller.com reconoció al aeropuerto internacional de Soekarno-Hatta como el sexto aeropuerto más puntual del mundo, con el 86.3% de las salidas puntuales, y con el 72.3% de las llegadas en hora.
Desde la apertura de la Terminal 3 en 2017, el Aeropuerto Internacional Soekarno-Hatta ha experimentado importantes mejoras en su infraestructura. Esta nueva terminal, diseñada con un enfoque moderno y sostenible, se ha convertido en la principal terminal internacional y alberga a Garuda Indonesia junto con varias aerolíneas extranjeras de gran tráfico. A diferencia de las Terminales 1 y 2, que fueron construidas en décadas anteriores, la Terminal 3 ofrece instalaciones más avanzadas como sistemas de autoservicio para el check-in, áreas de descanso amplias y zonas comerciales renovadas. Además, se están llevando a cabo trabajos de modernización en las terminales más antiguas para adaptarlas a los estándares actuales. Con estas actualizaciones, el aeropuerto busca posicionarse como un centro de conexión competitivo a nivel regional en el sudeste asiático.

## Historia
Entre 1928 y 1974, el Aeropuerto Kemayoran previsto para los vuelos regionales, sufrió un severo acoso para que se cerrase al tráfico civil para convertirlo en campo de vuelos militares traspasando sus operaciones al Aeropuerto Halim Perdanakusuma. El espacio aéreo civil de la zona se tornaba estrecho, mientras que el tráfico aéreo se incrementaba rápidamente, poniendo en riesgo el tráfico aéreo internacional. En 1969, los máximos mandatarios de comunicaciones, reunidos en Bangkok, expresaron su preocupación sobre este punto.
A principios de los 70, con la ayuda de USAID, se estudiaron ocho lugares para la instauración de un nuevo aeropuerto internacional, llamados Kemayoran, Malaka, Babakan, Jonggol, Halim, Curug, South Tangerang y North Tangerang. Finalmente, se eligió el espacio del norte de Tangerang, añadiendo además que el campo de vuelo de Jonggol podría ser utilizado como alternativa. Mientras tanto, el gobierno indonésio comenzó a mejorar el aeropuerto Halim Perdanakusumah para ser usado para vuelos regionales.
Entre 1974 y 1975, el consorcio consultor canadiense consistente de Aviation Planning Services Ltd., ACRESS International Ltd., y Searle Wilbee Rowland (SWR), ganó la puja para el proyecto de estudio de la viabilidad del nuevo aeropuerto. El estudio de viabilidad comenzó el 20 de febrero de 1974 con un coste total de 1 millón de dólares canadienses. El proyecto de un año se realizó en coalición con el compañero indonesio PT Konavi. A finales de marzo de 1975, el estudio planteó un esquema de desarrollo de tres pistas paralelas, una carretera subterránea, tres terminales internacionales, tres regionales y una más para los vuelos Hajj. Tres plantas para las terminales regionales fueron construidas entre 1975 y 1981 con un coste de 465 millones de dólares americanos; y una terminal regional con su plataforma desde 1982 hasta 1985 con un coste de 126 millones de dólares. El proyecto de una nueva terminal, llamada Aeropuerto Internacional Yakarta-Cengkareng (código: JIA-C) también fue comenzado.

### Fases del proyecto
1975 – 1977
Para allanar la tierra y levantar los bordes del campo, se necesitaba tiempo. Al aeropuerto de Schipol, en Ámsterdam, se le pidió su opinión sobre si convendría separa las terminales en dicha obra. El coste era sumamente elevado debido al uso del sistema de descentralización. El sistema de centralización era más adecuado.
El equipo decidió utilizar un sistema de descentralización más parecido al de los aeropuertos de Orly, Lyon, Langen-Hagen-Hanover y Kansas City. Se decidió pues, optar por un sistema de módulos por considerarse más simples y eficientes.
El 12 de noviembre de 1976

El concurso para la construcción del proyecto fue ganada por la francesa Aéroports de Paris.
El 18 de mayo de 1977

El acuerdo final fue firmado por el gobierno indonesio y Aéroports de Paris con un coste fijo de 22,323,203 francos franceses y una cantidad extra de 177,156,000 Rp. equivalentes a 2,100,000 francos. Se planeó la conclusión de las obras 18 meses más tarde. El gobierno nombró a PT. Konavi como el socio local. 
El resultado fue:

•	   2 pistas paralelas incluyendo rodadura

•	   Carreteras subterráneas: 1 hacia el este, y otra hacia el oeste para los servicios aeroportuarios. La carretera oeste no estaba permitida para el público.

•	   3 terminales que podían acoger a 3 millones de pasajeros al año. 

•	   1 módulo para vuelos internacionales y 2 para vuelos regionales.

•	   Se eligió la imagen de un aeropuerto dentro de un jardín como emblema del aeropuerto.
20 de mayo de 1980

Se firma un contrato de cuatro años. Sainraptet Brice, SAE, Colas junto con PT. Waskita Karya como constructor. Ir. Karno Barkah MSc. fue nombrada directora del proyecto del JIA-C, responsable de la construcción del aeropuerto.
1 de diciembre de 1980

El gobierno indonesio firmó un contrato de 384,800 millones de Rp. Con los constructores. La estructura de costes sería:  140,450,513,000 Rp. de APBN (presupuesto nacional), 1,223,457 francos donados por Francia y 15,898,251 dólares de los Estados Unidos de América.
1 de diciembre de 1984

La estructura del aeropuerto estaba completada.
1 de mayo de 1985

Comenzó la construcción de la segunda terminal que entró en servicio el 11 de mayo de 1992.
| 'Fases del aeropuerto internacional Soekarno-Hatta | 'Fases del aeropuerto internacional Soekarno-Hatta | 'Fases del aeropuerto internacional Soekarno-Hatta | 'Fases del aeropuerto internacional Soekarno-Hatta | 'Fases del aeropuerto internacional Soekarno-Hatta |
| -------------------------------------------------- | -------------------------------------------------- | -------------------------------------------------- | -------------------------------------------------- | -------------------------------------------------- |

| Fase   | Año       | Descripción                                                                                        |
| ------ | --------- | -------------------------------------------------------------------------------------------------- |
| Fase 1 | 1985      | Construida la terminal 1 que podía atender a 9 millones de pasajeros al año.                       |
| Fase 2 | 1992      | Construida la terminal 2 que podía atender a 18 millones de pasajeros al año.                      |
| Fase 3 | 2008      | Construida la primera fase de la terminal 3 que permite atender a 22 millones de pasajeros al año. |
| Fase 3 | Not fixed | Completamente construida la terminal 3 que permite atender a 38 millones de pasajeros al año.      |
| Fase 4 | 2020-     | Construida la terminal 4                                                                           |

### Volumen de pasajeros
Esta tabla está basada en los datos suministrados por la Airport Council International. Estas estadísticas son de los movimientos de pasajeros, carga y aviones en CGK.
Ver fuente y consulta Wikidata.
| Year | Pasajeros Movimientos | Carga aérea (toneladas) | Aircraft Movements |
| ---- | --------------------- | ----------------------- | ------------------ |
| 2001 | 11,818,047            | 281,765                 | 123,540            |
| 2002 | 14,830,994            | 306,252                 | 144,765            |
| 2003 | 19,702,902            | 310,131                 | 186,695            |
| 2004 | 26,083,267            | 322,582                 | 233,501            |
| 2005 | 27,947,482            | 336,113                 | 241,846            |
| 2006 | 30,863,806            | 384,050                 | 250,303            |
| 2007 | 32,458,946            | 473,593                 | 248,482            |
| 2008 | 32,172,114            | 465,799                 | 248,482            |
| 2009 | 36,466,823            | 538,314                 | 287,868            |
| 2010 | 43,981,022            | 633,391                 | 338,711            |
| 2011 | 50,446,618            | 617,716                 | 345,495            |
| 2012 | 57,730,732            | 342,473                 | 369,740            |
| 2013 | 60,137,347            |                         |                    |
| 2014 | 57,221,169            |                         |                    |
| 2015 | 54,291,336            |                         |                    |
| 2016 | 58,700,000            |                         |                    |
| 2017 | 63,015,620            |                         |                    |
| 2018 | 65,893,904            |                         |                    |

## Terminales

### Terminal 1
La terminal 1 es la primera terminal construida en el aeropuerto internacional Soekarno-Hatta. Se terminó en 1985. Se halla en frente de la terminal 2 que es la que está al sur. En ella se operan los vuelos regionales excepto los de Garuda Indonesia y Merpati Nusantara Airlines que operan sus vuelos regionales en la terminal 2. Esta terminal dispone de 3 módulos. Cada módulo tiene 25 mostradores de facturación, 5 hipódromos de equipajes y 7 puertas de embarque. Tiene capacidad para atender a 9 millones de pasajeros al año.
Las puertas en la terminal 1 llevan los prefijos alfabéticos A, B y C. Las puertas son A1-A7, B1-B7 y C1-C7.

### Terminal 2
La terminal 2 es la segunda terminal construida del aeropuerto internacional Soekarno-Hatta. Se concluyó en 1992. Está situada en frente de la terminal 1 que se encuentra en el lado norte. En ella se operan la totalidad de los vuelos internacionales así como los vuelos regionales de Garuda Indonesia y Merpati Nusantara Airlines. La terminal 2 tiene 3 módulos. Cada módulo tiene 25 mostradores de facturación, 5 hipódromos de equipajes y 7 puertas de embarque. Está preparada para atender 9 millones de pasajeros al año.
Las puertas en la terminal 2 tienen los prefijos alfabéticos D, E y F. Las puertas son D1-D7, E1-E7 y F1-F7.

### Terminal 3
La terminal 3 planea destinarse a las compañías de bajo coste.  La terminal contará con un diseño diferente del que tienen las terminales 1 y 2. Además, será capaz de asumir a un Airbus A380. Se ubica frente a la terminal 4 y al este de la terminal 2 que está al norte del aeropuerto. 
La terminal 3 tendrá 5 muelles de embarque, y cada muelle tendrá una capacidad de 4 millones de pasajeros. Después de que la terminal 3 sea construida, la capacidad del aeropuerto internacional Soekarno-Hatta llegará a los 38 millones de pasajeros desde los 18 millones actuales.
La fase 1 de la terminal 3 (el muelle 1) ya ha sido concluida. Cuando esté completamente terminada, la terminal 3 será dedicada a las compañías de bajo coste y al A380. La fase 1 de la terminal 3 fue completada y finalizada a principios de diciembre de 2008. El esquema puede ser encontrado aquí:  Archivado el 12 de junio de 2011 en Wayback Machine.. Empezará a operar vuelos en marzo de 2009. Cuando sea abierta, dos aerolíneas, Mandala Airlines y Airasia, moverán sus operaciones a la nueva terminal. 
En el nuevo plan director, el aeropuerto tendrá 2 fases de desarrollo. El desarrollo previsto en la fase 1 es construir la terminal 3 y alargar la segunda pista hasta los 4,000 m. El desarrollo de la fase 2 consiste en construir la terminal 4 y la tercera pista (de 4,000 m). Un nuevo tren elevado que conectará el aeropuerto con la ciudad está también incluido en la fase 1 de desarrollo.

### Terminal 4
La terminal 4 estará enfrente de la terminal 3. Se ubicará al este de la Terminal 1 que permanece al sur del complejo. Todo ello ocurrirá en la segunda fase de desarrollo.

## Aerolíneas y destinos

### Destinos nacionales
| Aerolíneas          | Destinos |
| ------------------- | --- |
| Airfast Indonesia   | Surabaya, Timika |
| Aviastar            | Bandar Lampung, Ketapang, Lubuklinggau, Muara Bungo |
| Batik Air           | Ambon, Balikpapan, Batam, Denpasar, Jayapura, Kupang, Lombok, Macasar, Manado, Medan, Palembang, Pekanbaru, Semarang, Surabaya, Ternate, Yogyakarta |
| Citilink            | Balikpapan, Banjarmasin, Batam, Bengkulu, Denpasar, Jambi, Macasar, Medan, Padang, Pangkal Pinang, Pekanbaru, Surabaya, Tanjung Pandan |
| Garuda Indonesia    | Ambon, Balikpapan, Banda Aceh, Bandar Lampung, Banjarmasin, Batam, Bengkulu, Biak, Denpasar, Gorontalo, Jambi, Jayapura, Kendari, Kupang, Lombok, Macasar, Malang, Manado, Medan, Merauke, Padang, Palangkaraya, Palembang, Palu, Pangkal Pinang, Pekanbaru, Pontianak, Semarang, Sibolga, Surabaya, Surakarta, Tanjung Pandan, Tanjung Pinang, Tarakan, Ternate, Timika, Yogyakarta |
| Indonesia AirAsia   | Denpasar, Medan, Yogyakarta |
| Kal Star Aviation   | Berau, Pangkalan Bun, Pontianak, Sampit |
| Lion Air            | Ambon, Balikpapan, Banda Aceh, Bandar Lampung, Banjarmasin, Batam, Bengkulu, Denpasar, Jambi, Jayapura, Kendari, Kupang, Lombok, Macasar, Manado, Medan, Padang, Palangkaraya, Palembang, Palu, Pangkal Pinang, Pekanbaru, Pontianak, Semarang, Surabaya, Surakarta, Tanjung Pinang, Tarakan, Yogyakarta                                                                             |
| Nam Air             | Lubuklinggau |
| Sriwajaya Air       | Ambon, Balikpapan, Banda Aceh, Bandar Lampung, Banjarmasin, Batam, Bengkulu, Biak, Denpasar, Gorontalo, Jambi, Jayapura, Kendari, Kupang, Macasar, Malang, Manado, Medan, Padang, Palembang, Palu, Pangkal Pinang, Pontianak, Semarang, Surabaya, Surakarta, Tanjung Pandan, Tanjung Pinang, Tarakan, Ternate, Yogyakarta                                                            |
| Trigana Air Service | Pangkalan Bun |
| Xpressair           | Bandar Lampung, Jayapura, Manokwari, Sorong, Ternate |

### Destinos internacionales
| Ciudades por países   | Nombre del aeropuerto                          | Aerolíneas | Aeronaves           | Frecuencias semanales |        |
| África                | África                                         | África | África              | África                | África |
| --------------------- | ---------------------------------------------- | --- | ------------------- | --------------------- | ------ |
| Egipto                |                                                | |                     |                       |        |
| El Cairo              | Aeropuerto Internacional de El Cairo           | Egyptair |                     |                       |        |
| Etiopía               |                                                | |                     |                       |        |
| Adís Abeba            | Aeropuerto Internacional Bole                  | Ethiopian (Vía BKK) |                     |                       |        |
| Asia                  |                                                | |                     |                       |        |
| Arabia Saudita        |                                                | |                     |                       |        |
| Medina                | Aeropuerto Príncipe Mohammad Bin Abdulaziz     | Saudia |                     |                       |        |
| Riad                  | Aeropuerto Internacional Rey Khalid            | Saudia |                     |                       |        |
| Yida                  | Aeropuerto Internacional Rey Abdulaziz         | Garuda Indonesia Lion Air Saudia |                     |                       |        |
| Brunéi                |                                                | |                     |                       |        |
| Bandar Seri Begawan   | Aeropuerto Internacional de Brunéi             | Royal Brunei Airlines |                     |                       |        |
| Camboya               |                                                | |                     |                       |        |
| Nom Pen               | Aeropuerto Internacional de Nom Pen            | Citilink |                     |                       |        |
| China                 |                                                | |                     |                       |        |
| Fuzhou                | Aeropuerto Internacional de Fuzhou             | Shenzhen Airlines (estacional) Xiamen Airlines                                                                                        |                     |                       |        |
| Guangzhou             | Aeropuerto Internacional de Cantón-Baiyun      | China Southern Airlines Garuda Indonesia                                                                                              |                     |                       |        |
| Haikou                | Aeropuerto Internacional de Haikou-Meilan      | Lion Air Sriwajaya Air | B737                |                       |        |
| Kunming               | Aeropuerto Internacional de Kunming-Changshui  | Batik Air |                     |                       |        |
| Nanning               | Aeropuerto Internacional de Nanning            | Sichuan Airlines Sriwajaya Air | B737                |                       |        |
| Pekín                 | Aeropuerto Internacional de Pekín-Daxing       | Air China Garuda Indonesia |                     |                       |        |
| Shanghái              | Aeropuerto Internacional Pudong                | China Eastern Airlines Garuda Indonesia                                                                                               |                     |                       |        |
| Shenzhen              | Aeropuerto Internacional de Shenzhen-Bao'an    | China Southern Airlines |                     |                       |        |
| Tianjin               | Aeropuerto Internacional de Tianjín-Binhai     | Xiamen Airlines |                     |                       |        |
| Xiamen                | Aeropuerto Internacional de Xiamen-Gaoqi       | Air China Xiamen Airlines |                     |                       |        |
| Zhengzhou             | Aeropuerto Internacional de Zhengzhou          | Xiamen Airlines |                     |                       |        |
| Corea del Sur         |                                                | |                     |                       |        |
| Seúl                  | Aeropuerto Internacional de Incheon            | Asiana Airlines Garuda Indonesia Korean Air                                                                                           |                     |                       |        |
| EAU                   |                                                | |                     |                       |        |
| Abu Dabi              | Aeropuerto Internacional de Abu Dabi           | Etihad Airways |                     |                       |        |
| Dubái                 | Aeropuerto Internacional de Dubái              | Emirates |                     |                       |        |
| Filipinas             |                                                | |                     |                       |        |
| Manila                | Aeropuerto Internacional Ninoy Aquino          | Cebu Pacific Air Philippine Airlines                                                                                                  |                     |                       |        |
| Hong Kong             |                                                | |                     |                       |        |
| Hong Kong             | Aeropuerto Internacional de Hong Kong          | Cathay Pacific China Airlines Garuda Indonesia                                                                                        |                     |                       |        |
| India                 |                                                | |                     |                       |        |
| Nueva Delhi           | Aeropuerto Internacional Indira Gandhi         | Air India |                     |                       |        |
| Japón                 |                                                | |                     |                       |        |
| Nagoya                | Aeropuerto Internacional Chūbu Centrair        | Garuda Indonesia |                     |                       |        |
| Osaka                 | Aeropuerto Internacional de Kansai             | Garuda Indonesia |                     |                       |        |
| Tokio                 | Aeropuerto Internacional de Haneda             | All Nippon Airways Garuda Indonesia                                                                                                   |                     |                       |        |
| Tokio                 | Aeropuerto Internacional de Narita             | All Nippon Airways Japan Airlines |                     |                       |        |
| Malasia               |                                                | |                     |                       |        |
| Johor Bahru           | Aeropuerto Internacional de Johor Bahru        | AirAsia | A3xx                |                       |        |
| Kota Kinabalu         | Aeropuerto Internacional de Kota Kinabalu      | AirAsia Indonesia AirAsia | A3xx A32x           |                       |        |
| Kuala Lumpur          | Aeropuerto Internacional de Kuala Lumpur       | AirAsia Citilink Garuda Indonesia Indonesia AirAsia KLM Lion Air Lufthansa Malaysia Airlines Malindo Air TransNusa Uzbekistan Airways | A3xx A32x ARJ21-700 |                       |        |
| Penang                | Aeropuerto Internacional de Penang             | Batik Air Citilink Indonesia AirAsia                                                                                                  | A32x                |                       |        |
| Omán                  |                                                | |                     |                       |        |
| Mascate               | Aeropuerto Internacional de Seeb               | Oman Air | B7x7                |                       |        |
| Catar                 |                                                | |                     |                       |        |
| Doha                  | Aeropuerto Internacional Hamad                 | Qatar Airways |                     |                       |        |
| Singapur              |                                                | |                     |                       |        |
| Singapur              | Aeropuerto Internacional de Singapur           | Batik Air Garuda Indonesia Indonesia AirAsia Lion Air Singapore Airlines Scoot                                                        | A32x                |                       |        |
| Sri Lanka             |                                                | |                     |                       |        |
| Colombo               | Aeropuerto Internacional Bandaranaike          | SriLankan Airlines | A3xx                |                       |        |
| Tailandia             |                                                | |                     |                       |        |
| Bangkok               | Aeropuerto Internacional Don Mueang            | Indonesia AirAsia Thai Lion Air | A32x                |                       |        |
| Bangkok               | Aeropuerto Internacional Suvarnabhumi          | Ethiopian Garuda Indonesia Thai Airways                                                                                               |                     |                       |        |
| Phuket                | Aeropuerto Internacional de Phuket             | Indonesia AirAsia | A32x                |                       |        |
| Taiwán                |                                                | |                     |                       |        |
| Taipéi                | Aeropuerto Internacional de Taiwán Taoyuan     | China Airlines EVA Air |                     |                       |        |
| Uzbekistán            |                                                | |                     |                       |        |
| Taskent               | Aeropuerto Internacional de Taskent            | Uzbekistan Airways |                     |                       |        |
| Vietnam               |                                                | |                     |                       |        |
| Ciudad de Ho Chi Minh | Aeropuerto Internacional de Tan Son Nhat       | Lion Air Vietnam Airlines |                     |                       |        |
| Europa                |                                                | |                     |                       |        |
| Países Bajos          |                                                | |                     |                       |        |
| Ámsterdam             | Aeropuerto de Ámsterdam-Schiphol               | Garuda Indonesia KLM (Vía KUL) |                     |                       |        |
| Alemania              |                                                | |                     |                       |        |
| Fráncfort del Meno    | Aeropuerto de Fráncfort del Meno               | Lufthansa |                     |                       |        |
| Francia               |                                                | |                     |                       |        |
| París                 | Aeropuerto de París Charles de Gaulle          | Air France |                     |                       |        |
| Italia                |                                                | |                     |                       |        |
| Roma                  | Aeropuerto de Roma Fiumicino                   | Garuda Indonesia |                     |                       |        |
| Reino Unido           |                                                | |                     |                       |        |
| Londres               | Aeropuerto de Londres-Heathrow                 | British Airways Garuda Indonesia |                     |                       |        |
| Rusia                 |                                                | |                     |                       |        |
| Moscú                 | Aeropuerto Internacional de Moscú-Sheremetievo | Aeroflot |                     |                       |        |
| Turquía               |                                                | |                     |                       |        |
| Estambul              | Aeropuerto Internacional de Estambul           | Turkish Airlines |                     |                       |        |
| Oceanía               |                                                | |                     |                       |        |
| Australia             |                                                | |                     |                       |        |
| Melbourne             | Aeropuerto Internacional Tullamarine           | Garuda Indonesia |                     |                       |        |
| Perth                 | Aeropuerto de Perth                            | Garuda Indonesia |                     |                       |        |
| Sídney                | Aeropuerto Internacional Kingsford Smith       | Garuda Indonesia Qantas |                     |                       |        |

### Compañías de carga
| Aerolíneas                | Destinos                                                                             | Terminal |
| ------------------------- | ------------------------------------------------------------------------------------ | -------- |
| China Airlines Cargo      | Taipéi-Taoyuan                                                                       | Carga    |
| MASkargo                  | Kuala Lumpur-Sepang                                                                  | Carga    |
| Republic Express Airlines | Yakarta, Kuala Lumpur-Sepang, Surabaya, Balikpapan, Makassar, Singapur and Surakarta | Carga    |
| Korean Air Cargo          | Seúl-Incheon                                                                         | Carga    |
| KLM Cargo                 | Ámsterdam, Kuala Lumpur-Sepang                                                       | Carga    |
| Japan Airlines            | Tokio-Narita                                                                         | Carga    |

## Servicios aeroportuarios
El aeropuerto internacional Soekarno-Hatta proporciona muchas instalaciones para el agrado de los pasajeros y durante los tránsitos. Algunas de las instalaciones que hay son:
- Cajeros automáticos (ATM).
- Banco y oficina de cambio.
- Trajes GMF AeroAsia
- Servicios de correspondencia y telecomunicaciones.
- Ciber-café.
- Asistencia Médica.
- Información turística
- Instalaciones de reserva de hotel y taxi.
- Hotel para tránsitos.
- Objetos perdidos
- Numerosas tiendas y galerías en todas las terminales incluyendo un duty-free, tienda de regalos, quioscos y librerías.
- Capillas.

Antes del primer control de seguridad (antes de los mostradores de seguridad) el aeropuerto tiene multitud de puestos de comida y bebida en todo el lugar, incluyendo A&W, McDonalds, y muchas más.
Los pasajeros discapacitados que viajen a través de CGK dispone de muchas instalaciones preparadas para ellos. Todas las terminales cuentan con servicios especialmente diseñados para discapacitados; así como ascensores. Las aerolíneas, si se les avisa con suficiente antelación, pueden proporcionar sillas de ruedas para pasajeros discapacitados.
El aeropuerto fue diseñado para combinar la tradicional hospitalidad Javanesa llamada Rumah Joglo y fue combinada con los preciosos jardines localizados en todas las zonas de embarque en el interior del aeropuerto.

### Salones
Hay cuatro salas de primera clase y una sala business en la sala de tránsito de la zona de salidas. La sala Jasa Angkasa Semesta (JAS), disponible para los pasajeros de primera clase y clase business de Cathay Pacific, Qantas, Lufthansa, Eva Air, Saudia y Singapore Airlines.
La sala Pura Indah, disponible para los pasajeros de primera clase y la clase business de Singapore Airlines, KLM, Malaysia Airlines, Cathay Pacific y China Airlines.
La nueva sala Garuda Indonesia está disponible sólo para los pasajeros de la clase business de Garuda, así como a los propietarios de una tarjeta GECC. Esta sala es la más ampliada del aeropuerto, que incluye sala de reuniones, duchas, un reservado y mucho más.
Al lado de estas salas principales, hay también otras salas que pueden ser usadas como complemento de muchos bancos para sus clientes. También hay un buen número de cafeterías, incluyendo a Starbucks.

## Transporte en tierra
Es recomendable salir hacia el aeropuerto al menos una hora antes de lo previsto si se sale del centro de Yakarta. Si se sale de la ciudad después de las 4 p. m. cualquier día, pero especialmente un viernes, la antelación debe ser de 90 minutos. Para llegar a Yakarta desde otras ciudades se debe intentar llegar más tarde de las 9 a. m. para evitar el tráfico lento de la ciudad. El viaje diario de las mañanas entre el aeropuerto y la ciudad puede ser de 2 a 3 horas dependiendo de la lluvia, las inundaciones, los accidentes, las obras o de los atascos en el peaje.

### Transporte entre terminales
El aeropuerto internacional Soekarno-Hatta proporciona servicios de lanzadera gratuitos que conectan las terminales 1 y 2.

### Bus
Actualmente las rutas de bus de DAMRI unen CGK con Rawamangun, Blok M, Gambir Station, Bekasi, Depok, Lebak Bulus, Tanjung Priok, Kemayoran, Kampung Rambutan, Pasar Minggu, Serang, Merak, Cikarang y Bogor. Actualmente Primajasa también ofrece rutas entre Bandung y el aeropuerto Soekarno Hatta.

### Coche
Dependiendo del tráfico, el aeropuerto Soekarno-Hatta está a 30 minutos de coche desde el centro de Yakarta yendo por la carretera Sedyatmo Toll Road. CGK proporciona plazas de aparcamiento, sin embargo los pasajeros pueden ver con frecuencia las plazas de aparcamiento totalmente ocupadas.

### Taxi y Limusina
Los taxis son otra opción y llevan al pasajero en unos 30 a 45 minutos al centro de Yakarta. El alquiler de vehículos es proporcionado por Avis, Bluebird, Goldenbird y Europcar.

### Tren
PT RailLink, subsidiaria de PT KA conecta el aeropuerto internacional Soekarno-Hatta con la Manggarai Station con servicio de ferrocarril. La construcción de servicios de tren elevado comenzó en marzo de 2008 y planea finalizarse en junio de 2009.

## Problemas
Este aeropuerto ha experimentado numerosos problemas. En la terminal 1 (regional), el aeropuerto supera muchas veces su capacidad. Esto obliga a los pasajeros a esperar en pie hasta la hora de sus salidas. Actualmente el aeropuerto atiende a más de 30 millones de pasajeros al año mientras que el aeropuerto sólo está diseñado para atender, ahora mismo, a 18 millones de pasajeros al año.
El problema más reciente son las inundaciones. En los últimos años dos inundaciones han paralizado a miles de pasajeros en el aeropuerto. La única carretera al aeropuerto se inundó con lo que ningún vehículo podía circular por la autopista, con la excepción de camiones y autobuses. Actualmente, hay una solución a dicho problema que se encuentra en investigación por PT Jasa Marga Tbk.. La solución es construir un puente sobre el último nivel de las inundaciones con lo que la autopista no volvería a inundarse nuevamente.
Parece que el proyecto del 'puente' es ahora un proyecto de dique. En junio de 2008 Yakarta se vio de nuevo asolada por inundaciones. Los meteorólogos las calificaron como las peores inundaciones de los últimos 180 años.

## Imágenes
- Entrada principal
- Terminal
- Torre
- Terminal con jardines
- Facturación de la terminal 2
- Hipódromo en la terminal 2
- Arrival wing terminal 2 F